# Gilles Bertould
Gilles Bertould (16 maggio 1949) è un ex velocista francese, attivo negli anni settanta.

## Palmarès
| Anno | Manifestazione | Sede              | Evento  | Risultato | Prestazione | Note                  |
| ---- | -------------- | ----------------- | ------- | --------- | ----------- | --------------------- |
| 1969 | Europei        | Atene             | 4×400 m | Oro       | 3'02'3      | Record dei campionati |
| 1972 | Olimpiadi      | Monaco di Baviera | 4×400 m | Bronzo    | 3'00"07     |                       |